# Jan Sukiennik
Jan Sukiennik (ur. 1980 w Warszawie) – polski architekt.

## Życiorys
Absolwent Wydziału Architektury Politechniki Warszawskiej (2006). Studiował również w Pratt Institute na Brooklynie oraz na uczelni ETSAM w Madrycie. Pierwszą praktykę studencką odbył w pracowni Bulanda Mucha Architekci. Kolejne doświadczenia zawodowe zdobywał w firmach Pagnamenta Torriani Architects (Nowy Jork) i Inglada-Arevalo Arquitectos (Madryt).
W 2007 r. założył wspólnie z Zofią Strumiłło-Sukiennik pracownię 307kilo. Jest współlaureatem Nagrody Architektonicznej Polityki oraz był nominowany do Nagrody Unii Europejskiej w konkursie architektury współczesnej im. Miesa van der Rohe za projekt Służewskiego Domu Kultury. Jest współautorem m.in. wystawy stałej Muzeum Warszawskiej Pragi (wspólnie z Charlie Koolhaas), aranżacji Łódź Design Festival, Klubu Kultury na Saskiej Kępie, wystawy „Warszawa w Budowie 5”.
W latach 2012–2015 był wiceprezesem ds. rozwoju w Zarządzie Oddziału Warszawskiego Stowarzyszenia Architektów Polskich (SARP), a w kadencji 2015–2019 sędzią konkursowym SARP.